# ألان يونغ (لاعب كرة قدم)
ألان يونغ (بالإنجليزية: Alan Young)‏ (26 أكتوبر 1955 بكيركالدي في المملكة المتحدة - ) هو لاعب كرة قدم بريطاني في مركز الهجوم. لعب مع أولدهام أثلتيك وبرايتون أند هوف ألبيون وشيفيلد يونايتد وليستر سيتي ونادي روتشديل ونوتس كاونتي وشبشيد دينامو ‏.

## وصلات خارجية
- ألان يونغ (لاعب كرة قدم) على موقع قاعدة بيانات كرة القدم.إي يو (الإنجليزية)